# تیم ملی فوتبال سان مارینو
تیم ملی فوتبال سن مارینو (به ایتالیایی: Nazionale di calcio di San Marino) یک تیم بین‌المللی فوتبال عضو یوفا است که فوتبال کشور سن مارینو را در رقابت‌های بین المللی نمایندگی می‌کند.
پیروزی ۱ بر ۰ دوستانه مقابل تیم ملی فوتبال لیختن اشتاین در سال ۲۰۰۴ و دو پیروزی در لیگ ملت‌های اروپا در سال ۲۰۲۴، دوباره بر تیم ملی فوتبال لیختن اشتاین، تنها پیروزی‌های آنها تا به امروز به حساب می آید.انها ضعیف ترین تیم ملی دنیا نامیده می شوند.انها یک موفقیت بزرگ در لیگ ملت های اروپا D ۲۰۲۴ انجام دادند و ان کار بزرگ، اول شدن در گروه بود.

## منبع
1. ↑  "Playing for dignity: San Marino and their only win in the history, so far". FIFA. Archived from the original on 21 March 2023. Retrieved 21 March 2023."Liechtenstein VS San Marino".